# Heize
Jang Da-hye (en hangul, 장다혜; en hanja, 張多蕙; Daegu, Corea del Sur, 9 de agosto de 1991), conocida como Heize, es una cantante, compositora, rapera y productora surcoreana, actualmente bajo la firma P Nation. Debutó en 2014 con el EP Heize, sin embargo ganó popularidad al aparecer en la segunda temporada del reality show surcoreano Unpretty Rapstar en 2015.

## Carrera

### 2014 - presente: Debut y trabajo como solista
Heize debutó con el EP Heize en 2014, que constó con un total de seis canciones. Heize formó parte del reality show de rap Unpretty Rapstar, de la cadena Mnet; fue eliminada en las semifinales. A pesar de esto, su aparición en el programa le atrajo atención como cantante.
Heize lanzó su cuarto EP, Wind (llamado alternativamente Wish & Wind), el 8 de marzo de 2018. El disco tuvo una buena recepción; los sencillos principales encabezaron las principales listas de música surcoreanas.
El 7 de julio de 2019, Heize publicó su primer sencillo «We Don't Talk Together», junto con el rapero coreano Giriboy. La canción, que se enmarca en el género alt R&B, fue producida por Suga y coescrita por Heize, trata sobre «cómo una antigua pareja se ha distanciado uno del otro». El tema alcanzó la segunda posición de la lista Gaon Digital Chart.
El 16 de septiembre de 2020, se anunció que Heize había firmado con la agencia P Nation, fundada por PSY.

## Discografía
Álbumes de estudio
2019: She's Fine
2022: Undo

## Filmografía

### Aparición en programas de variedades
| Año  | Título                           | Papel                      | Cadena | Notas               |
| ---- | -------------------------------- | -------------------------- | ------ | ------------------- |
| 2015 | Unpretty Rapstar                 | Concursante                | Mnet   |                     |
| 2019 | Two Yoo Project Sugar Man        | Presentadora (Temporada 3) | JTBC   |                     |
| 2020 | DoReMi Market (Amazing Saturday) | Invitado                   | tvN    | [ 9 ] [ 10 ] [ 11 ] |

## Premios y nominaciones
| Premiación                 | Año  | Categoría                            | Nominado/trabajo         | Resultado | Ref.   |
| -------------------------- | ---- | ------------------------------------ | ------------------------ | --------- | ------ |
| BreakTudo Awards           | 2019 | Mejor artista solista de K-pop       | Heize                    | Nominada  |        |
| Gaon Chart Music Awards    | 2016 | Canción del año - julio              | «And July»               | Nominado  |        |
| Gaon Chart Music Awards    | 2016 | Canción del año - diciembre          | «Star»                   | Nominado  |        |
| Gaon Chart Music Awards    | 2017 | Canción del año - junio              | «Don't Know You»         | Nominado  |        |
| Gaon Chart Music Awards    | 2017 | Canción del año - junio              | «You, Clouds, Rain»      | Nominado  |        |
| Gaon Chart Music Awards    | 2018 | Canción del año - marzo              | «Didn't Know Me»         | Nominado  |        |
| Gaon Chart Music Awards    | 2018 | Canción del año - marzo              | «Jenga»                  | Nominado  |        |
| Gaon Chart Music Awards    | 2019 | Canción del año - julio              | «We Don't Talk Together» | Nominado  |        |
| Genie Music Awards         | 2018 | Artista del año                      | Heize                    | Nominado  |        |
| Genie Music Awards         | 2018 | Canción del año                      | «Jenga»                  | Nominado  |        |
| Genie Music Awards         | 2018 | Mejor interpretación vocal femenina  | «Jenga»                  | Ganador   |        |
| Genie Music Awards         | 2018 | Mejor solista femenina               | Heize                    | Nominado  |        |
| Genie Music Awards         | 2018 | Premio a la popularidad de Genie     | Heize                    | Nominado  |        |
| Genie Music Awards         | 2019 | Mejor artista solista femenina       | Heize                    | Nominado  |        |
| Golden Disc Awards         | 2018 | Daesang digital                      | «You, Clouds, Rain»      | Nominado  |        |
| Golden Disc Awards         | 2018 | Bonsang digital                      | «You, Clouds, Rain»      | Ganador   |        |
| Golden Disc Awards         | 2018 | Premio a la popularidad global       | Heize                    | Nominado  |        |
| Golden Disc Awards         | 2019 | Premio a la popularidad              | Heize                    | Nominado  |        |
| Golden Disc Awards         | 2019 | Bonsang digital                      | «Jenga»                  | Nominado  |        |
| Korea Popular Music Awards | 2018 | Mejor balada                         | «Jenga»                  | Nominado  |        |
| Korean Music Awards        | 2019 | Mejor canción pop                    | «Jenga»                  | Nominado  |        |
| Melon Music Awards         | 2017 | Artista del año                      | Heize                    | Nominado  |        |
| Melon Music Awards         | 2017 | Los 10 mejores artistas              | Heize                    | Ganador   |        |
| Melon Music Awards         | 2017 | Premio Kakao Hot Star                | Heize                    | Nominado  |        |
| Melon Music Awards         | 2018 | Los 10 mejores artistas              | Heize                    | Nominado  |        |
| Melon Music Awards         | 2018 | Mejor canción rap/hip hop            | «Jenga»                  | Nominado  |        |
| Melon Music Awards         | 2018 | Mejor banda sonora                   | «Would Be Better»        | Nominado  |        |
| Melon Music Awards         | 2019 | Los 10 mejores artistas              | Heize                    | Ganador   | [ 12 ] |
| Melon Music Awards         | 2019 | Artista del año                      | Heize                    | Nominado  |        |
| Melon Music Awards         | 2019 | Mejor canción de R&B/Soul            | «We Don't Talk Together» | Ganador   |        |
| Mnet Asian Music Awards    | 2017 | Mejor artista femenina               | Heize                    | Nominado  |        |
| Mnet Asian Music Awards    | 2017 | Mejor música hip hop & urbana        | «Don't Know You»         | Ganadora  |        |
| Mnet Asian Music Awards    | 2017 | Mejor interpretación vocal – Solista | «You, Clouds, Rain»      | Ganador   |        |
| Mnet Asian Music Awards    | 2017 | Canción del año                      | «You, Clouds, Rain»      | Nominado  |        |
| Mnet Asian Music Awards    | 2018 | Mejor artista femenina               | Heize                    | Nominado  |        |
| Mnet Asian Music Awards    | 2018 | Artista del año                      | Heize                    | Nominado  |        |
| Mnet Asian Music Awards    | 2018 | Mejor interpretación vocal – Solista | «Didn't Know Me»         | Ganador   |        |
| Mnet Asian Music Awards    | 2018 | Canción del año                      | «Didn't Know Me»         | Nominado  |        |
| Mnet Asian Music Awards    | 2018 | Mejor música hip hop & urbana        | «Jenga»                  | Nominado  |        |
| Mnet Asian Music Awards    | 2018 | Canción del año                      | «Jenga»                  | Nominado  |        |
| Mnet Asian Music Awards    | 2019 | Mejor artista femenina               | Heize                    | Nominado  | [ 13 ] |
| Mnet Asian Music Awards    | 2019 | Artista del año                      | Heize                    | Nominado  | [ 13 ] |
| Mnet Asian Music Awards    | 2019 | Mejor colaboración                   | «We Don't Talk Together» | Nominado  | [ 13 ] |
| Mnet Asian Music Awards    | 2019 | Canción del año                      | «We Don't Talk Together» | Nominado  | [ 13 ] |
| Mnet Asian Music Awards    | 2019 | Mejor música hip hop & urbana        | She's Fine               | Ganador   | [ 13 ] |
| Mnet Asian Music Awards    | 2019 | Canción del año                      | She's Fine               | Nominado  | [ 13 ] |
| Mnet Asian Music Awards    | 2019 | Worldwide Fans' Choice Top 10        | Heize                    | Nominado  | [ 13 ] |
| Seoul Music Awards         | 2018 | Premio Bonsang                       | Heize                    | Nominado  |        |
| Seoul Music Awards         | 2018 | Premio a la popularidad              | Heize                    | Nominado  | [ 14 ] |
| Seoul Music Awards         | 2018 | Premio especial Hallyu               | Heize                    | Nominado  | [ 15 ] |
| Seoul Music Awards         | 2019 | Premio Bonsang                       | Heize                    | Nominado  |        |
| Seoul Music Awards         | 2019 | Premio a la popularidad              | Heize                    | Nominado  | [ 16 ] |
| Seoul Music Awards         | 2019 | Premio especial Hallyu               | Heize                    | Nominado  | [ 17 ] |
| Seoul Music Awards         | 2021 | Mejor banda sonora                   | «Midnight»               | Nominado  |        |
| Sports DongA Awards        | 2017 | Premio a la pensión estatal          | Heize                    | Ganador   |        |